# Opawskie-bjergene
Opawskie-bjergene (polsk: Góry Opawskie, tysk: Oppagebirge) eller Zlatohorská højlandet / Zlaté Hory højlandet (tjekkisk: Zlatohorská vrchovina, tysk: Zuckmanteler Bergland) er en bjergkæde i Østsudeterne i Tjekkiet og Polen.

## Beliggenhed
Opawskie-bjergene strækker sig fra den nordlige del af det tjekkiske Schlesien til det polske Øvre Schlesien, den østlige fortsættelse af de Gyldne Bjerge . Det grænser op til Nízký Jeseník -området i syd og Hrubý Jeseník (høje askebjerge) i sydvest. Den polske del af området omfatter det beskyttede område kendt som Opawskie-bjergenes Landskabspark . Den er opkaldt efter floden  Opava med dens udspring i det nærliggende Hrubý Jeseník-område. Den højeste top er Příčný vrch (975 meter over havets overflade).

## Byer og landsbyer

### Polen
- Prudnik
- Głuchołazy
- Jarnołtówek
- Pokrzywna
- Łąka Prudnicka
- Moszczanka
- Trzebina
- Skrzypiec
- Dytmarów
- Krzyżkowice
- Dębowiec
- Opawica
- Lenarcice
- Krasne Pole
- Chomiąża
- Pietrowice
- Ciermięcice
- Pielgrzymów
- Dobieszów
- Gołuszowice
- Zopowy
- Zubrzyce
- Włodzienin
- Lewice
- Bliszczyce
- Branice

### Tjekkiet
- Jeseník
- Mikulovice
- Rejvíz
- Zlaté Hory